# Белгијске краљице
Следи списак белгијских краљица.

## Краљице

### Династија Сакс-Кобург-Гота
| Слике | Име                         | Отац                    | Рођење              | Брак               | Постала владарка   | Престала да влада   | Смрт                | Супружник              |
| ----- | --------------------------- | ----------------------- | ------------------- | ------------------ | ------------------ | ------------------- | ------------------- | ---------------------- |
|       | Лујза од Орлеанса           | Луј-Филип I             | 3. април 1812.      | 9. август 1832.    | 9. август 1832.    | 11. октобар 1850.   | 11. октобар 1850.   | Леополд I од Белгије   |
|       | Марија Хенријета Аустријска | Јозеф Мађарски          | 23. август 1836.    | 22. август 1853.   | 10. децембар 1865. | 19. септембар 1902. | 19. септембар 1902. | Леополд II од Белгије  |
|       | Елизабета Баварска          | Карл-Теодор Баварски    | 25. јул 1876.       | 2. октобар 1900.   | 17. децембар 1909. | 17. фебруар 1934.   | 23. новембар 1965.  | Алберт I од Белгије    |
|       | Астрида Шведска             | Карло од Вастерготланда | 17. новембар 1905.  | 4. новембар 1926.  | 17. фебруар 1934.  | 29. август 1935.    | 29. август 1935.    | Леополд III од Белгије |
|       | Лилијан од Белгија          | Хенри Баелс             | 28. новембар 1916 . | 6. децембар 1941.  | 6. децембар 1941.  | 16. јул 1951.       | 7. јун 2002.        | Леополд III од Белгије |
|       | Фабиола од Белгије          | Гонзалес од Каса Ријере | 11. јун 1928.       | 15. децембар 1960. | 15. децембар 1960. | 31. јул 1993.       |                     | Бодуен I од Белгије    |
|       | Паола Белгијска             | Паола Руфо ди Калабрија | 11. септембар 1937. | 2. јул 1959.       | 9. август 1993.    | 21. јул 2013.       |                     | Алберт II од Белгије   |
|       | Матилда, краљица од Белгије | Патрик д'Удекем д'Акоз  | 20. јануар 1973.    | 4. децембар 1999.  | 21. јул 2013.      | данас               |                     | Филип од Белгије       |